# Альберто Джордані
Альберто Джордані (італ. Alberto Giordani, 19 квітня 1899, Болонья — 8 листопада 1927) — італійський футболіст, що грав на позиції півзахисника.
Виступав, зокрема, за клуб «Болонья», а також національну збірну Італії.
Чемпіон Італії. 

## Клубна кар'єра
У дорослому футболі дебютував 1919 року виступами за команду «Болоньєзе», в якій провів один сезон. Після цього грав у клубі «Віртус» (Болонья), до складу якого приєднався 1920 року і де відіграв за наступні чотири сезони своєї ігрової кар'єри.
1924 року перейшов до клубу «Болонья», за який відіграв 3 сезони.  За цей час виборов титул чемпіона Італії. У листопаді 1927 року захворів на фульмінантний менінгіт, від якого помер у віці 28-ми років.

## Виступи за збірну
1927 року дебютував в офіційних матчах у складі національної збірної Італії в товариській грі проти збірної Іспанії (1:0), що була проведена з нагоди відкриття стадіону «Літторале» в Болоньї. 
Також у 1927 році грав у складі збірної Італія-В у поєдинку проти збірної Люксембургу (5:1).
| Дата       | Місто   | Господарі | Результат | Гості   | Турнір           | Голи | Примітки |
| ---------- | ------- | --------- | --------- | ------- | ---------------- | ---- | -------- |
| 29/05/1927 | Болонья | Італія    | 2 – 0     | Іспанія | товариський матч | -    |          |
| Усього     |         | Матчів    | 1         |         | Голів            | 0    |          |

## Титули і досягнення
- Чемпіон Італії (1):

«Болонья»: 1924-1925
- Срібний призер чемпіонату Італії (1):

1926–1927
- Фіналіст Північної ліги Італії: (1):

1925–1926